# Volle Molle
Volle Molle ist ein Musik-Album der deutschen Rockband Grobschnitt.

## Entstehung
Das zweite Live-Album von Grobschnitt erschien 1980 nach der bis dahin erfolgreichsten Tour der Bandgeschichte. Mehr als 100.000 Zuschauer hatten Ende 1979 Auftritte in 46 Städten, u. a. in der Dortmunder Westfalenhalle, der Essener Grugahalle und der Siegerlandhalle in Siegen, besucht.
Auf Druck der Plattenfirma wurden Teile des Tour-Programms hastig veröffentlicht, um schnell eine neue Platte auf den Markt zu bringen. Darüber beklagte sich die Band bitterlich: „Es ist ein schlimmes Gefühl zu erkennen, dass wir auch vor Leuten standen, die ihre Träume verkauft haben für „Leistungsvergleiche“ und „Qualitätsbewertungen“. The rock became a business....“.

## Musik
Neben Liedern des Vorgängers Merry-Go-Round (A.C.Y.M., Coke Train) enthält das Album ein 16-minütiges Medley des Rock-Märchens Rockpommels Land.
Der Titel Volle Molle bezieht sich auf feucht-fröhliche Abende nach Auftritten im Berliner Quartier Latin und spielt auf zwei Roadies der Band an: Volker Quermann (Volle) und Toni Moff Mollo (Molle). Lichttechniker Moff Mollo übernahm auf der Tour neben den für Grobschnitt typischen Ansagen und Sketchen erstmals Gesangseinlagen.

## Neuauflage
2018 erschien bei Vertigo/Capitol im Rahmen der Black&White-Serie eine von Eroc remasterte Neuausgabe als Doppel-LP auf Vinyl. Hier ist nun auch das runderneuerte Solar Music Powerplay zu hören.

## Rezeption
Mit dem zwei Jahre zuvor erschienenen Live-Album Solar Music kann Volle Molle nicht mithalten. Für den Rezensenten von Betreutesproggen.de ist es „aufgrund des Einspruchs der Plattenfirma eine halbgare und auf eine LP-Länge gestutzte Angelegenheit mit etwas eigenwilliger Titelauswahl.“
Markus Kerren von Rocktimes lobt aber Spielfreude und Lebendigkeit: „Die Band funktionierte zu diesem Zeitpunkt wie ein Uhrwerk und die Musik sowieso.“

## Trackliste

### Seite eins
1. Kleiner Häuptling Grosser Bär – 0:36
2. Snowflakes  – 4:03
3. A.C.Y.M. – 6:38
4. Wuppertal Punk – 10:05

### Seite zwei
1. Waldeslied – 2:33
2. Coke-Train-Show – 3:16
3. Rockpommel’s Land – 15:44